# DreamHack

Logo de la DreamHack

DreamHack Winter 2004

La DreamHack (DH) est une LAN-party suédoise rassemblant plusieurs compétitions touchant aux activités numériques. Cet évènement a lieu deux fois par an : la DreamHack Summer se déroule en juin et se concentre sur le sport électronique ; la DreamHack Winter se déroule en novembre et se concentre sur la scène démo. Chaque évènement dure 96 heures sans interruption, depuis 2011 il y a maintenant 2 événements DreamHack supplémentaires à Valence en Espagne et à Bucarest en Roumanie. En 2014, deux événements supplémentaires ont eu lieu : un match d'exhibition entre TaeJa et ThorZaIN, et un tournoi à Moscou.
À la suite de la crise sanitaire l'organisateur DreamHack prit la décision de faire des compétitions « Online » comme sur le jeu Fortnite où tous les joueurs peuvent s'affronter depuis chez eux. La compétition est également commentée par de nombreuses personnes sur la plateforme Twitch tel que le live officiel Dreamhack [réf. nécessaire].
Les jeux principaux lors des DreamHack sont : StarCraft II, DotA 2, League of Legends, Counter-Strike. On retrouve également HearthStone, Fifa 13, World of Tanks, Brawlhalla ou Super Street Fighter IV: Arcade Edition

## Lieux
Les événements d'été (Dreamhack Summer) et d'hiver (Dreamhack Winter) se déroulent dans la ville de Jönköping, dans le centre d'expositions et de conventions Elmia
De nombreux tournois en Suède se sont passés à l'Ericsson Globe, notamment la DreamHack Open: Stockholm 2013.
Pour la première fois depuis sa création, la Dreamhack a eu lieu en France en 2015. L'événement s'est déroulé du 14 au 16 mai au Centre international de congrès de Tours,. Depuis 2018, il a été déplacé au Parc des Expositions de Tours, le palais des congrès étant devenu trop étroit.

## StarCraft II
Aux événements de la DreamHack sont organisés des tournois du jeu StarCraft II. Cette série de tournois est répartie en saisons annuelles qui se clôturent à la DreamHack Open: Winter où ont lieu les grandes finales avec des participants issus des autres tournois de l'année,,,.

### Palmarès
| DreamHack en 2010 et 2011        | DreamHack en 2010 et 2011 | DreamHack en 2010 et 2011 | DreamHack en 2010 et 2011 |
| Événement                        | Date                      | Gagnant                   | Finaliste                 |
| -------------------------------- | ------------------------- | ------------------------- | ------------------------- |
| DreamHack Winter 2010            | Du 25 au 27 novembre 2010 | (T) Naama                 | (P) MaNa                  |
| DreamHack Stockholm Invitational | 12 avril 2011             | (P) MC                    | (P) White-Ra              |
| DreamHack Summer 2011            | Du 18 au 21 juin 2011     | (P) HuK                   | (Z) Moon                  |
| DreamHack Valencia Invitational  | 17 septembre 2011         | (Z) DongRaeGu             | (T) ThorZaIN              |
| DreamHack Winter 2011            | Du 24 au 27 novembre 2011 | (P) HerO                  | (T) PuMa                  |
| DreamHack EIZO Open 2012         |                           |                           |                           |
| Événement                        | Date                      | Gagnant                   | Finaliste                 |
| DreamHack Open: Stockholm        | 21 et 22 avril 2012       | (T) ThorZaIN              | (T) Polt                  |
| DreamHack Open: Summer           | Du 16 au 19 juin 2012     | (P) MaNa                  | (Z) DIMAGA                |
| DreamHack Open: Valencia         | 22 et 23 septembre 2012   | (T) TaeJa                 | (T) ForGG                 |
| DreamHack Open: Bucharest        | 20 et 21 novembre 2012    | (Z) Nerchio               | (Z) Bly                   |
| DreamHack Open: Winter           | Du 22 au 25 novembre 2012 | (P) HerO                  | (T) TaeJa                 |
| DreamHack EIZO Open 2013         |                           |                           |                           |
| Événement                        | Date                      | Gagnant                   | Finaliste                 |
| DreamHack Open: Stockholm        | 26 et 27 avril 2013       | (Z) Leenock               | (P) NaNiwa                |
| DreamHack Open: Summer           | Du 15 au 17 juin 2013     | (P) StarDust              | (Z) Jaedong               |
| DreamHack Open: Valencia         | 19 et 20 juillet 2013     | (Z) HyuN                  | (Z) Jaedong               |
| DreamHack Open: Bucarest         | 14 et 15 septembre 2013   | (T) TaeJa                 | (T) INnoVation            |
| DreamHack Open: Winter           | Du 28 au 30 novembre 2013 | (T) TaeJa                 | (Z) Life                  |
| DreamHack Open 2014 Tour         |                           |                           |                           |
| Événement                        | Date                      | Gagnant                   | Finaliste                 |
| DreamHack Open: Kick Off         | 24 janvier 2014           | (T) TaeJa                 | (T) ThorZaIN              |
| DreamHack Open: Bucarest         | 26 et 27 avril 2014       | (Z) Life                  | (Z) Impact                |
| DreamHack Open: Summer           | Du 14 au 16 juin 2014     | (T) TaeJa                 | (P) HerO                  |
| DreamHack Open: Valencia         | 18 et 19 juillet 2014     | (Z) Sacsri                | (P) MC                    |
| DreamHack Open: Moscow           | 13 et 14 septembre 2014   | (T) MMA                   | (T) jjakji                |
| DreamHack Open: Stockholm        | 26 et 27 septembre 2014   | (Z) Solar                 | (Z) soO                   |
| DreamHack Open: Winter           | Du 27 au 29 novembre 2014 | (T) ForGG                 | (Z) Life                  |

Source : Liquipedia.